# Al-Djinn

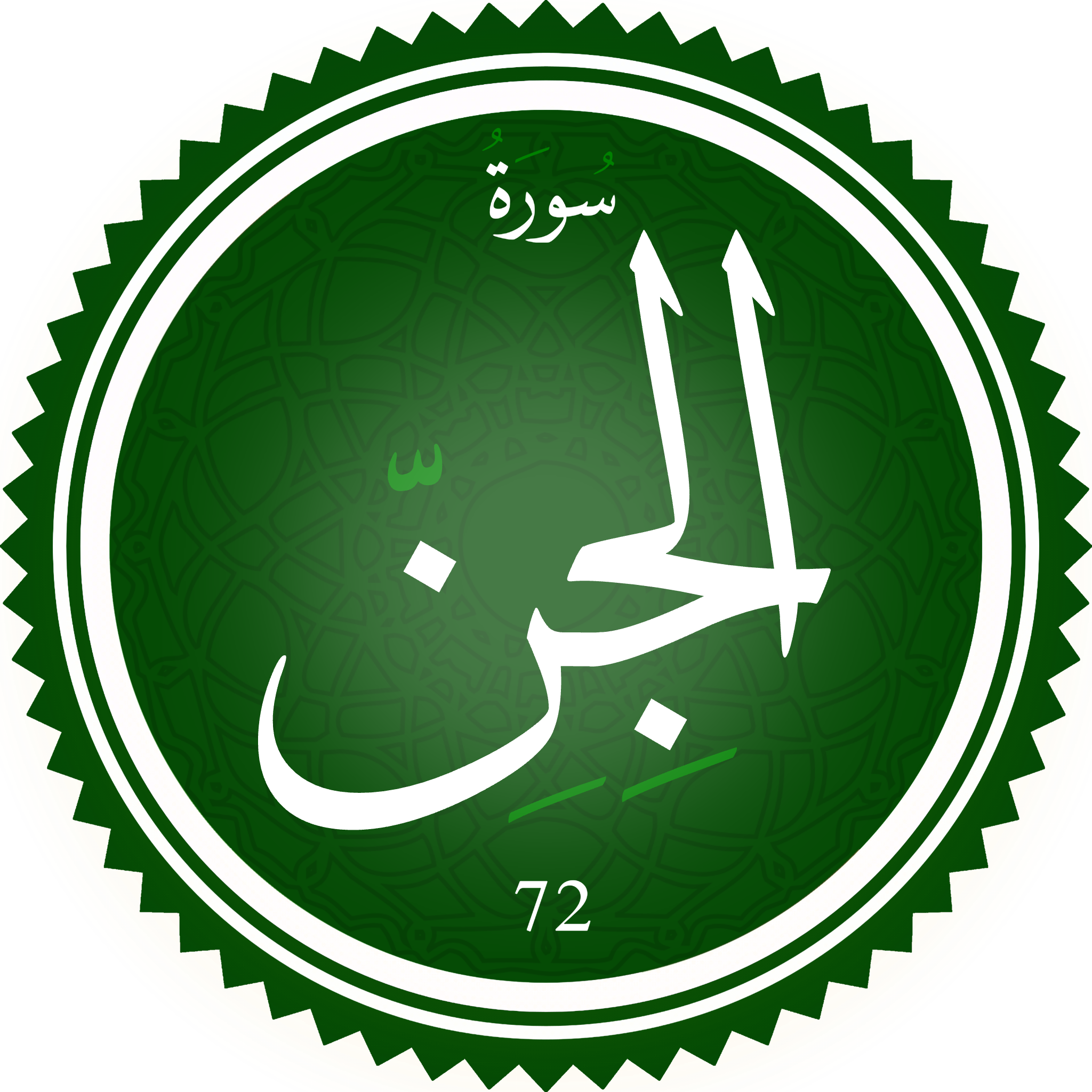
Sura al-Jinn.

Al-Djinn (arabiska: سورة الجن) ("Osynliga väsen") är den sjuttioandra suran i Koranen med 28 verser (ayah). I den andra versen avsvärjer djinnerna sin tro på falska gudar och hedrar Muhammed för hans monoteism (tawhid). Djinnerna ber om förlåtelse för sina hädelser och kritiserar människorna för att antingen uraktlåta dem eller uppmuntra dem till misstro.
Verserna 20-22 är speciellt viktiga då monoteismen hos djinnerna är bekräftad, våld som en utväg ur konversationer är avvisad och Allahs oundvikliga vrede lyfts fram. Domen i vers 7 och straffet i vers 25 är båda hänvisningar till den islamiska domedagen, Yawm al-Qiyamah. Verserna 25-28 förklarar att bara Gud känner till tidpunkten för Domens Dag och att Han tar i beräkning alla de gärningar en människa gjort när domen faller.